# 亚足联女子冠军联赛
亞足聯女子冠軍聯賽（AFC Women's Champions League，简称女足亚冠联赛）是亚洲顶级女子足球俱乐部赛事，由亚洲足球联合会（AFC）主办。这是亚洲足球顶级女子俱乐部赛事。该赛事于2024年设立。

## 赛事历史
亚洲女子俱乐部赛事的概念于2018年首次提出。次年，首届亚足联女子俱乐部锦标赛作为亚洲球队的女子俱乐部赛事进行试运行，赛制以四支球队进行循环赛形式举行。
2023年，亚足联宣布举办全新的女足亚冠联赛作为女子俱乐部顶级赛事。从2024-25赛季开始，比赛包括预选赛阶段、12队组成的小组赛阶段和淘汰赛阶段。亚足联旗下每个协会可派出一支队伍参赛。在前四个赛季中，每个参赛会员协会将有一个参赛资格，最终分配情况将根据截至2027-28年参赛会员协会的FIFA排名进行分配。此后，将采用亚足联女子俱乐部比赛排名。

## 歷屆成績
| 屆數 | 球季    | 冠軍     | 比數                 | 亞軍     | 決賽球場           | 參賽隊數 |
| ---- | ------- | -------- | -------------------- | -------- | ------------------ | -------- |
| 1    | 2024–25 | 武漢江大 | 1–1（加时） （5–4 ） | 墨爾本城 | 武漢，武漢體育中心 | 21       |

## 紀錄及數據

### 球會成績
| 球會     | 冠軍 | 亞軍 | 冠軍年份 | 亞軍年份 |
| -------- | ---- | ---- | -------- | -------- |
| 武漢江大 | 1    | 0    | 2024–25  | —        |
| 墨爾本城 | 0    | 1    | —        | 2024–25  |

### 國家成績
| 國家 | 冠軍 | 亞軍 |
| ---- | ---- | ---- |
| 中国 | 1    | 0    |
|      | 0    | 1    |